# Hiroki Kobayashi
Hiroki Kobayashi (小林 弘記 Kobayashi Hiroki?, nacido el 24 de mayo de 1977 en Shizuoka) es un exfutbolista japonés. Jugaba de guardameta y su último club fue el Roasso Kumamoto de Japón.

## Trayectoria

### Clubes
| Club              | País  | Año         |
| ----------------- | ----- | ----------- |
| Júbilo Iwata      | Japón | 1996 - 2000 |
| Verdy Kawasaki    | Japón | 2000        |
| Consadole Sapporo | Japón | 2000 - 2001 |
| FC Tokyo          | Japón | 2002        |
| Shonan Bellmare   | Japón | 2003 - 2006 |
| Roasso Kumamoto   | Japón | 2007 - 2009 |

## Palmarés

### Títulos nacionales
| Título         | Club              | País  | Año  |
| -------------- | ----------------- | ----- | ---- |
| J1 League      | Júbilo Iwata      | Japón | 1997 |
| Copa J. League | Júbilo Iwata      | Japón | 1998 |
| J1 League      | Júbilo Iwata      | Japón | 1999 |
| J2 League      | Consadole Sapporo | Japón | 2000 |